# Armando Angulo
Armando Angulo Carbajal (Huancayo, 22 de enero de 1973) es un comediante y empresario peruano. Obtuvo reconocimiento por haber interpretado al personaje de la chola Cachucha en los programas humorísticos de la televisión peruana, y por su faceta como cómico ambulante.

## Biografía
Nació el 22 de enero de 1973 en Huancayo; bajo el nombre completo de Armando Angulo Carbajal, proveniente de una familia de clase baja, dedicada a la agricultura. Estudió teatro en el Instituto Charles Chaplin.[cita requerida]
Desde temprana edad, Angulo mostró su interés por sus dotes artísticos, en el cual iba junto a su familia a los teatros. Durante su niñez, participó en un concurso de huaylarsh de su lugar natal y colaboró con sus padres en el negocio familiar en las chacras.
Tras mudarse a la capital peruana Lima, comenzaría su carrera artística como cómico ambulante, utilizando el personaje travestido de «la chola Cachucha», una mujer típica de la sierra peruana, en el cual llegó a presentarse en el Parque Universitario, que se ha convertido en el foco principal de su trabajo en la comedia.[cita requerida] Gracias a su talento artístico, le ha permitido ser partícipe de los programas de la televisión de su país, inicialmente como invitado de los talk shows de la época.[cita requerida]
En el año 1998, ingresa al reparto principal del espacio humorístico El show de los cómicos ambulantes de Frecuencia Latina, volviendo a interpretar a «la chola Cachucha». Durante su estadía en el programa, fue partícipe de la secuencia Cerro Amor al lado de Bibi Wantan y Jhonny Carpincho, en la que dentro de la ficción, se enfrentaría con ésta primera por el amor del segundo mencionado.
Tras la cancelación de El show de los cómicos ambulantes en el año 2000, Angulo continuó con su carrera como comediante en el Parque Universitario al lado de jóvenes promesas.[cita requerida] Además, fundó su restaurante campestre en el distrito de Lurigancho-Chosica durante esa época.
Regresó a la televisión peruana en 2014, concursando en el reality show cómico Gud nay Chabuca de América Televisión sin conseguir el éxito. Posteriormente, Angulo fue participante del «Primer Campeonato de los cómicos ambulantes» en 2016, contando con la presencia del actor y comediante Christian Ysla como director del proyecto. En ese mismo año, fue parte de la secuencia Estrellitas del programa televisivo Vidas extremas junto al brasileño Bruno Rocha.
Angulo participó recurrentemente como colaborador del late show Al sexto día a partir de 2016. Durante su presencia, tuvo como invitados a los otros cómicos ambulantes «el cholo Cirilo» y «el cholo Peter».
En el año 2018 se incluye en el programa cómico-musical El reventonazo de la chola, donde se ha desempeñado en el rol de actor cómico y manteniéndose en su personaje. Sin embargo, en el año 2024 fue separado abruptamente del espacio. Según en su entrevista para Al sexto día, Angulo afirmó que su salida de El reventonazo de la chola se dio debido a que no le renovaron el contrato con el canal y el sueldo mínimo que le dieron durante su etapa en el dicho espacio.
A partir del año 2022, inicia su participación la comedia web La casa de la comedia a lo paralelo con su trabajo televisivo, siendo parte de la secuencia Los emolienteros. En ese año, fue parte del espectáculo circense El Circo de las Estrellas al lado del también comediante Alan «Robotín» Castillo por una breve temporada.
En el año 2024, lanzó su programa cómico El show de la chola Cachucha para la plataforma YouTube, en el que colaboraron sus familiares. Se organizó un encuentro de varios cómicos ambulantes para grabar parodias que se emitieron en ese canal.

## Créditos

### Televisión
- Hablemos claro (1997), comediante invitado.
- El show de los cómicos ambulantes (1998-2000), comediante y parte del elenco.
- Gud nay Chabuca (2014), participante.
- Perú tiene talento (2014), participante invitado.
- Al sexto día (desde 2016), comediante y colaborador recurrente.
- Vidas extremas (2016), comediante y parte de la secuencia Estrellitas.
- El reventonazo de la chola (2018-2024), actor cómico y comediante.

### Programas web
- La casa de la comedia (desde 2022), comediante y parte del elenco.
- El show de la chola Cachucha (desde 2024), comediante y presentador.